# Liga Leumit 1974-1975
La Liga Leumit 1974-1975 è stata la 34ª edizione della massima serie del campionato israeliano di calcio.
Presero parte al torneo 16 squadre, che si affrontarono in un girone all'italiana con partite di andata e ritorno. Per ogni vittoria si assegnavano due punti e per il pareggio un punto.
Le ultime tre classificate sarebbero state retrocesse in Liga Alef, dalla quale sarebbero state promosse le prime due classificate. Di fatto, però, in estate l'IFA avrebbe assunto la decisione di estendere, nella stagione 1975-1976, il numero delle partecipanti a 18, ripescando, conseguentemente, le tre squadre in un primo momento retrocesse.
Il torneo fu vinto, per la prima volta nella sua storia, dall'Hapoel Be'er Sheva.
Capocannoniere del torneo fu Moshe Romano, dello Shimshon Tel Aviv, con 17 goal.

## Squadre partecipanti
| Club                | Città       |
| ------------------- | ----------- |
| Beitar Gerusalemme  | Gerusalemme |
| Beitar Tel Aviv     | Tel Aviv    |
| Bnei Yehuda         | Tel Aviv    |
| Hakoah Ramat Gan    | Ramat Gan   |
| Hapoel Be'er Sheva  | Be'er Sheva |
| Hapoel Gerusalemme  | Gerusalemme |
| Hapoel Hadera       | Hadera      |
| Hapoel Haifa        | Haifa       |
| Hapoel Kfar Saba    | Kfar Saba   |
| Hapoel Petah Tiqwa  | Petah Tiqwa |
| Hapoel Tel Aviv     | Tel Aviv    |
| Maccabi Giaffa      | Giaffa      |
| Maccabi Netanya     | Netanya     |
| Maccabi Petah Tiqwa | Petah Tiqwa |
| Maccabi Tel Aviv    | Tel Aviv    |
| Shimshon Tel Aviv   | Tel Aviv    |

## Classifica finale
|                     | Pos. | Squadra             | Pt | G  | V  | N  | P  | GF | GS | DR  |
| ------------------- | ---- | ------------------- | -- | -- | -- | -- | -- | -- | -- | --- |
| Campione di Israele | 1.   | Hapoel Be'er Sheva  | 40 | 30 | 15 | 10 | 5  | 34 | 19 | +15 |
|                     | 2.   | Maccabi Netanya     | 37 | 30 | 14 | 9  | 7  | 39 | 29 | +10 |
|                     | 3.   | Hapoel Haifa        | 35 | 30 | 12 | 11 | 7  | 38 | 26 | +12 |
|                     | 4.   | Maccabi Tel Aviv    | 35 | 30 | 14 | 7  | 9  | 26 | 19 | +7  |
|                     | 5.   | Hapoel Gerusalemme  | 33 | 30 | 14 | 5  | 11 | 30 | 25 | +5  |
|                     | 6.   | Shimshon Tel Aviv   | 31 | 30 | 12 | 7  | 11 | 32 | 25 | +7  |
|                     | 7.   | Hapoel Hadera       | 31 | 30 | 9  | 13 | 8  | 30 | 26 | +4  |
|                     | 8.   | Hapoel Tel Aviv     | 29 | 30 | 10 | 9  | 11 | 23 | 23 | 0   |
|                     | 9.   | Hapoel Petah Tiqwa  | 29 | 30 | 11 | 7  | 12 | 32 | 33 | -1  |
|                     | 10.  | Hapoel Kfar Saba    | 29 | 30 | 9  | 11 | 10 | 30 | 34 | -4  |
|                     | 11.  | Bnei Yehuda         | 28 | 30 | 9  | 10 | 11 | 27 | 29 | -2  |
|                     | 12.  | Beitar Tel Aviv     | 28 | 30 | 9  | 10 | 11 | 33 | 36 | -3  |
|                     | 13.  | Maccabi Giaffa      | 28 | 30 | 11 | 6  | 13 | 28 | 34 | -6  |
|                     | 14.  | Hakoah Ramat Gan    | 28 | 30 | 8  | 12 | 10 | 26 | 33 | -7  |
|                     | 15.  | Beitar Gerusalemme  | 26 | 30 | 9  | 8  | 13 | 23 | 27 | -4  |
|                     | 16.  | Maccabi Petah Tiqwa | 13 | 30 | 2  | 9  | 19 | 12 | 45 | -33 |

## Verdetti
- Hapoel Be'er Sheva campione di Israele 1974-1975
- Hakoah Ramat Gan, Beitar Gerusalemme e Maccabi Petah Tiqwa retrocessi in Liga Artzit 1975-1976[1]
- Maccabi Haifa e Maccabi Ramat Amidar   promossi in Liga Leumit 1975-1976